# Németkér
Németkér là một thị trấn thuộc hạt Tolna, Hungary. Thị trấn này có diện tích 64,97 km², dân số năm 2010 là 1720 người, mật độ 26 người/km².